# LeShaun Sims
LeShaun Sims (Las Vegas, 18 settembre 1993) è un giocatore di football americano statunitense che milita nel ruolo di cornerback per i Cincinnati Bengals della National Football League (NFL).

## Carriera

### Tennessee Titans
Al college, Byard giocò a football alla Southern Utah University. Fu scelto nel corso del quinto giro (157º assoluto) del Draft NFL 2016 dai Tennessee Titans. Debuttò come professionista subentrando nella gara del quarto turno contro gli Houston Texans mettendo a segno un tackle. Nella settimana 15 fece registrare il suo primo intercetto su Alex Smith dei Kansas City Chiefs. Sette giorni dopo disputò la prima gara come titolare in carriera.

### Cincinnati Bengals
Il 31 marzo 2020 Sims firmò con i Cincinnati Bengals.

## Statistiche
| Partite totali      | 12  |
| Partite da titolare | 1   |
| Tackle totali       | 19  |
| Sack                | 0,0 |
| Intercetti          | 1   |
| Fumble forzati      | 0   |